# Macchambes Younga-Mouhani
Macchambes Younga-Mouhani est un footballeur congolais, né le 1er août 1974 à Loubomo en République du Congo. Il évolue comme milieu offensif.

## Palmarès
- Diables Noirs
  - Champion du Congo en 1992.
- SVW Burghausen
  - Champion de Regionalliga Süd en 2002.
- Rot-Weiss Essen
  - Champion de Regionalliga Nord en 2006.
- 1.FC Union Berlin
  - Champion de 3.Bundesliga en 2009.